# دوغلاس مايلز
دوغلاس مايلز (بالإنجليزية: Douglas Miles)‏ هو رسام أمريكي، ولد في 27 ديسمبر 1963 في فينيكس في الولايات المتحدة.